# Pectocarya recurvata
Pectocarya recurvata är en strävbladig växtart som beskrevs av Ivan Murray Johnston. Pectocarya recurvata ingår i släktet Pectocarya och familjen strävbladiga växter. Inga underarter finns listade i Catalogue of Life.

## Bildgalleri

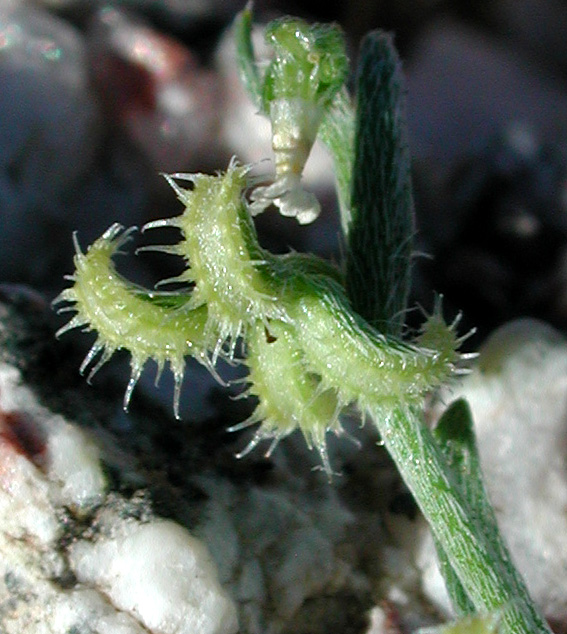
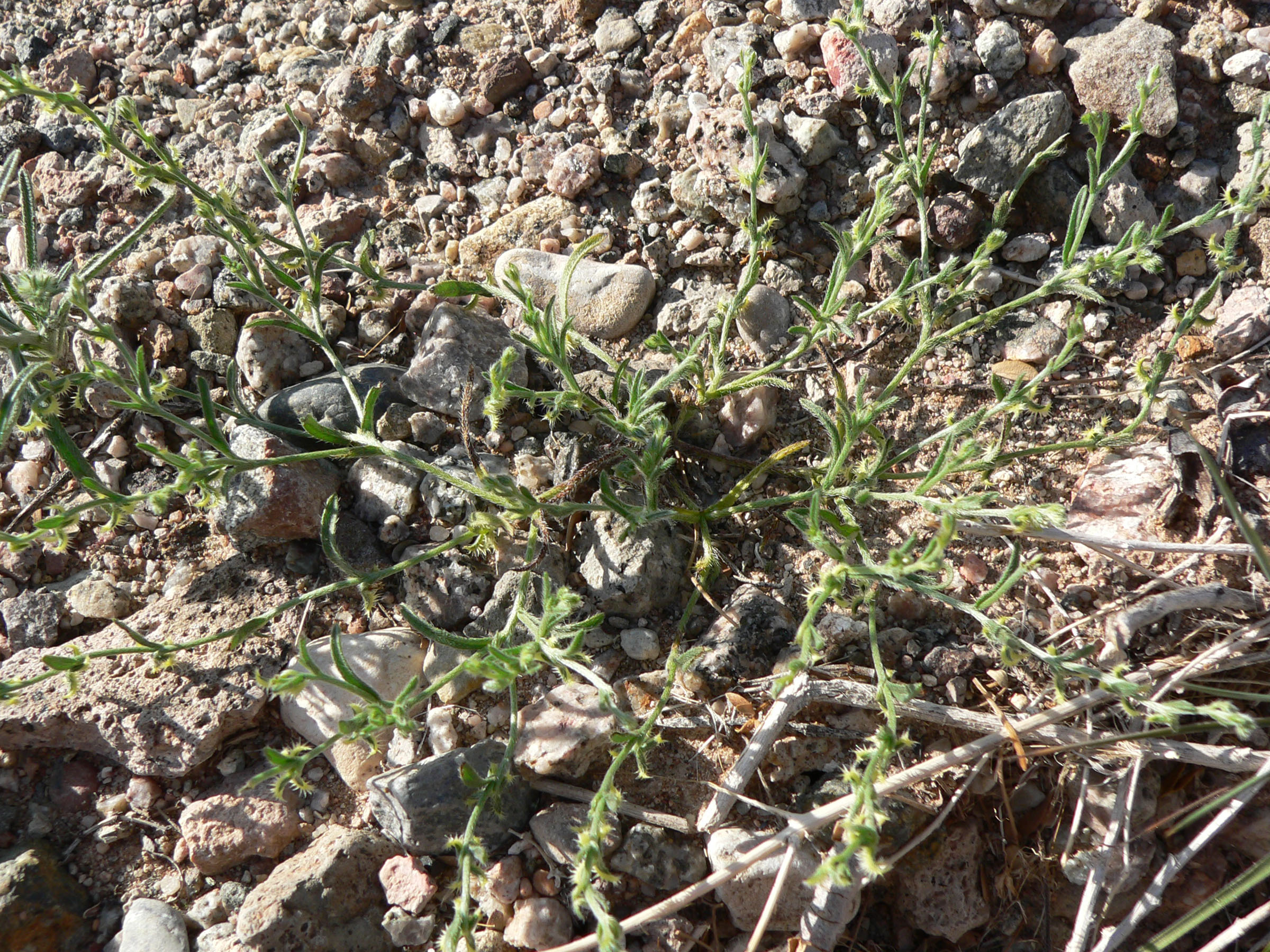
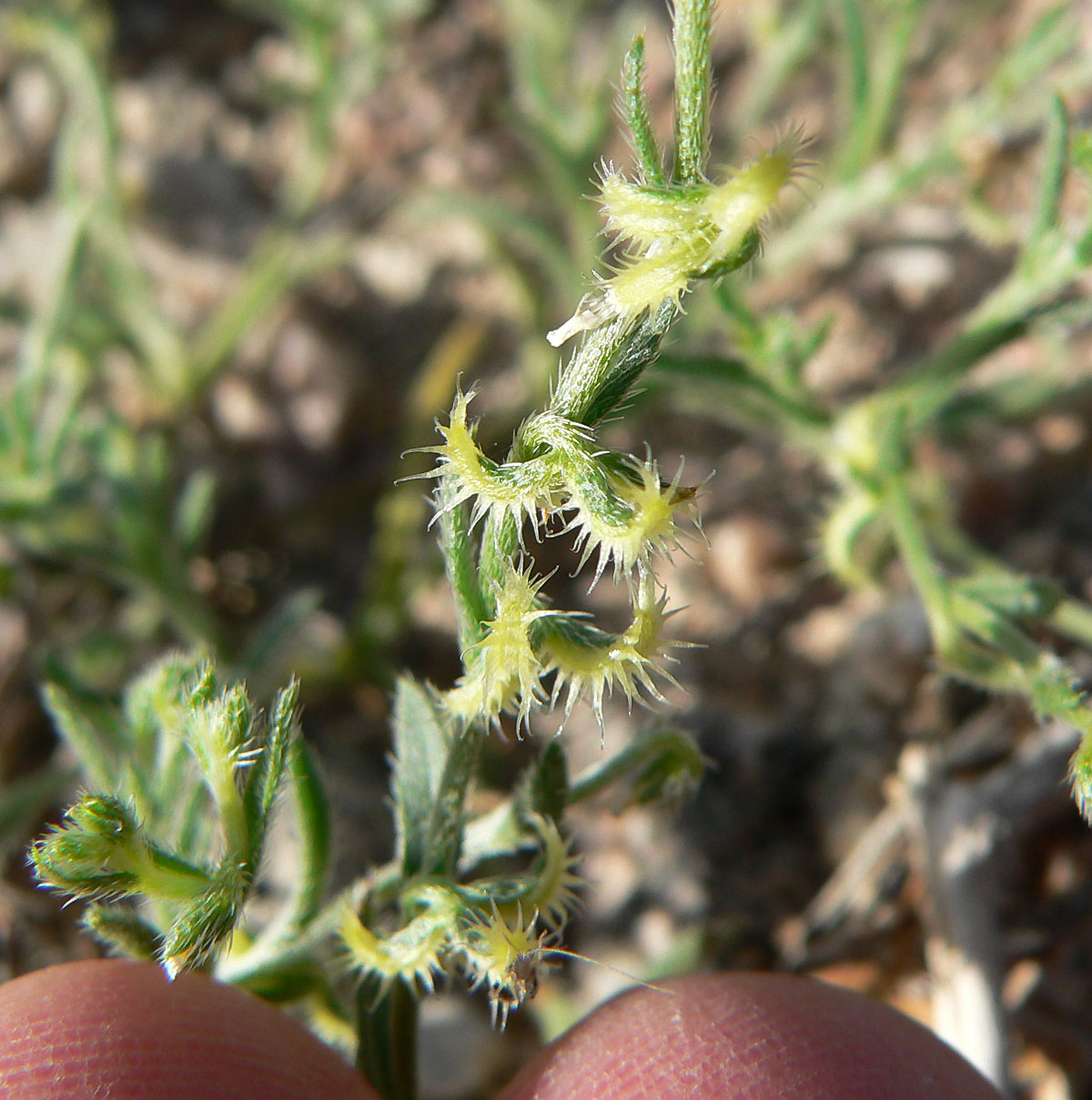